# Javier Rebollo Fernández
Francisco Javier Rebollo Fernández (Bilbao, 19 d'octubre de 1950) és un director de cinema, guionista, productor i fotògraf basc. Va fundar la productora Lan Cinema.
Es va graduar per l'Escola Superior d'Enginyeria Industrial de Bilbao. Va treballar en fotografia des de petit. El 1968, juntament amb Juan Ortuoste, va fundar el Cineclub de la Universitat de Bilbao i el 1972 el Departament de Mitjans Audiovisuals de l'ESEI de Bilbao. Fins al 1981 no va dirigir el seu primer llargmetratge, Siete calles. També ha fet exposicions de fotografia.

## Filmografia

### Director
- Txarriboda (2015)
- Alaba Zintzoa (2013)
- Locos por el sexo (2006)
- Marujas asesinas (2001)
- Calor... y celos (1996)
- Golfo de Vizcaya (1985)
- Agur Txomin (1981)
- Siete calles (1981)
- Brindis en la huerta (1979)

### Guionista
- Txarriboda (2015)
- Locos por el sexo (2006)
- Marujas asesinas (2001)
- Calor... y celos (1996)
- Golfo de Vizcaya (1985)
- Agur Txomin (1981)
- Siete calles (1981)
- Brindis en la huerta (1979)

### Productor
- Alaba Zintzoa (2013)
- Marujas asesinas (2001)
- Entre todas las mujeres (1998)
- Hotel y domicilio (1995)
- El mar es azul (1989)

### Director de fotografia
- No me compliques la vida (1991)
- Octubre, 12 (1982)
- Agur Txomin (1981)
- Carmen 3.G. (1979)